# Llista de topònims de la Granada
Llista de topònims (noms propis de lloc) del municipi de la Granada, a l'Alt Penedès
Informació actualitzada per un bot. Els canvis manuals es perdran quan s'actualitzi!

## casa
| imatge | Nom             | Ubicat a   | instància de | Detalls                                                    | coordenades                                                                         | Protecció                                            | Commons (més fotos)        | Dades a WD                    |
| ------ | --------------- | ---------- | ------------ | ---------------------------------------------------------- | ----------------------------------------------------------------------------------- | ---------------------------------------------------- | -------------------------- | ----------------------------- |
|        | Cal Xic Garriga | la Granada | casa         | Estil: arquitectura eclèctica Estat: enderrocat o destruït | 41° 22′ 37″ N, 1° 43′ 11″ E / 41.376827°N,1.719749°E                                | bé integrant del patrimoni cultural català           |                            | Modifica les dades a Wikidata |
|        | ca l'Insenser   | la Granada | casa         | Estil: arquitectura eclèctica 19th century                 | 41° 22′ 37″ N, 1° 43′ 02″ E / 41.376993°N,1.717179°E ca:Pl. de la Font, 15 258 msnm | bé integrant del patrimoni cultural català           | Ca l'Insenser              | Modifica les dades a Wikidata |
|        | ca la Marieta   | la Granada | casa         | Estil: arquitectura eclèctica                              | 41° 22′ 39″ N, 1° 43′ 05″ E / 41.377393°N,1.718034°E ca:Pl. de la Font, 29 260 msnm | bé integrant del patrimoni cultural català           | Ca la Marieta (la Granada) | Modifica les dades a Wikidata |
|        | cal Salat       | la Granada | casa         | Estil: arquitectura eclèctica                              | 41° 22′ 37″ N, 1° 43′ 11″ E / 41.376818°N,1.719752°E ca:C. Dr. Cuscó, 1 256 msnm    | bé integrant del patrimoni cultural català           | Cal Salat (la Granada)     | Modifica les dades a Wikidata |
|        | casa del Castlà | la Granada | casa         | Estil: arquitectura gòtica                                 | 41° 22′ 44″ N, 1° 43′ 12″ E / 41.378867°N,1.72013°E ca:Plaça de l'Església          | bé d'interès cultural bé cultural d'interès nacional | Casa del Castlà            | Modifica les dades a Wikidata |

## edifici
| imatge | Nom                    | Ubicat a   | instància de | Detalls                         | coordenades                                                                         | Protecció                                  | Commons (més fotos)    | Dades a WD                    |
| ------ | ---------------------- | ---------- | ------------ | ------------------------------- | ----------------------------------------------------------------------------------- | ------------------------------------------ | ---------------------- | ----------------------------- |
|        | Cal Caramet            | la Granada | edifici      | Estil: arquitectura eclèctica   | 41° 22′ 36″ N, 1° 43′ 11″ E / 41.37654634371649°N,1.7197573333865608°E              | bé integrant del patrimoni cultural català | Cal Caramet            | Modifica les dades a Wikidata |
|        | Casa Armengol Ferrando | la Granada | edifici      | Estil: arquitectura eclèctica   | 41° 22′ 42″ N, 1° 43′ 13″ E / 41.37837°N,1.72037°E                                  | bé integrant del patrimoni cultural català | Casa Armengol Ferrando | Modifica les dades a Wikidata |
|        | el Casal               | la Granada | edifici      | Estil: noucentisme 20th century | 41° 22′ 35″ N, 1° 43′ 12″ E / 41.37637°N,1.719902°E ca:C. de l'Estació, 33 253 msnm | bé integrant del patrimoni cultural català | El Casal (la Granada)  | Modifica les dades a Wikidata |

## masia
| imatge | Nom                    | Ubicat a                         | instància de | Detalls | coordenades                                                                  | Protecció | Commons (més fotos)       | Dades a WD                    |
| ------ | ---------------------- | -------------------------------- | ------------ | ------- | ---------------------------------------------------------------------------- | --------- | ------------------------- | ----------------------------- |
|        | Ca l'Andratx           | la Granada                       | masia        |         | 41° 22′ 21″ N, 1° 42′ 00″ E / 41.3723934436994°N,1.69988659990663°E          |           |                           | Modifica les dades a Wikidata |
|        | Ca l'Escoda            | la Granada                       | masia        |         | 41° 22′ 38″ N, 1° 43′ 41″ E / 41.3773114811935°N,1.72809432979374°E          |           |                           | Modifica les dades a Wikidata |
|        | Cal Botifarra          | la Granada                       | masia        |         | 41° 22′ 37″ N, 1° 43′ 34″ E / 41.3770367110235°N,1.72605479398853°E 260 msnm |           | Cal Botifarra             | Modifica les dades a Wikidata |
|        | Cal Cabanyes           | la Granada                       | masia        |         | 41° 22′ 39″ N, 1° 43′ 08″ E / 41.37750833°N,1.718975°E 264 msnm              |           | Cal Cabanyes (La Granada) | Modifica les dades a Wikidata |
|        | Cal Gustems            | la Granada                       | masia        |         | 41° 22′ 29″ N, 1° 43′ 35″ E / 41.3746991404075°N,1.72644719241573°E 248 msnm |           | Cal Gustems               | Modifica les dades a Wikidata |
|        | Cal Joan Ramon         | la Granada                       | masia        |         | 41° 23′ 21″ N, 1° 44′ 45″ E / 41.3892519941481°N,1.74585044056019°E          |           |                           | Modifica les dades a Wikidata |
|        | Cal Josep              | la Granada                       | masia        |         | 41° 22′ 38″ N, 1° 43′ 27″ E / 41.377155°N,1.724167°E 260 msnm                |           | Cal Josep (la Granada)    | Modifica les dades a Wikidata |
|        | Cal Miret              | la Granada                       | masia        |         | 41° 22′ 20″ N, 1° 42′ 09″ E / 41.3722416770486°N,1.70240070221112°E          |           |                           | Modifica les dades a Wikidata |
|        | Cal Noguers            | la Granada                       | masia        |         | 41° 23′ 24″ N, 1° 44′ 44″ E / 41.3900764553271°N,1.7454638081066°E           |           |                           | Modifica les dades a Wikidata |
|        | Cal Tòfola             | la Granada                       | masia        |         | 41° 22′ 24″ N, 1° 43′ 15″ E / 41.3734386907797°N,1.72081576147742°E          |           |                           | Modifica les dades a Wikidata |
|        | Can Martí              | la Granada                       | masia        |         | 41° 22′ 41″ N, 1° 42′ 55″ E / 41.3779696298939°N,1.71517819114354°E          |           |                           | Modifica les dades a Wikidata |
|        | Can Maçana             | la Granada                       | masia        |         | 41° 22′ 38″ N, 1° 43′ 28″ E / 41.377196°N,1.724452°E 260 msnm                |           | Can Maçana (la Granada)   | Modifica les dades a Wikidata |
|        | Cases d'en Mitjans     | la Granada                       | masia        |         | 41° 22′ 45″ N, 1° 43′ 24″ E / 41.3791323030176°N,1.72333512331487°E          |           |                           | Modifica les dades a Wikidata |
|        | Mas Colomer            | la Granada                       | masia        |         | 41° 22′ 41″ N, 1° 43′ 37″ E / 41.3779571090754°N,1.72701743544727°E 259 msnm |           | Mas Colomer (la Granada)  | Modifica les dades a Wikidata |
|        | Mas Cortei             | la Granada                       | masia        |         | 41° 23′ 25″ N, 1° 45′ 03″ E / 41.3904051712567°N,1.75083988455912°E          |           |                           | Modifica les dades a Wikidata |
|        | Mas Messeguer Vell     | Avinyonet del Penedès la Granada | masia        |         | 41° 23′ 27″ N, 1° 44′ 47″ E / 41.3907428485342°N,1.74627630005907°E          |           |                           | Modifica les dades a Wikidata |
|        | la Teuleria            | la Granada                       | masia        |         | 41° 22′ 45″ N, 1° 42′ 47″ E / 41.3792602280272°N,1.71298824126729°E          |           |                           | Modifica les dades a Wikidata |
|        | la Teuleria de l'Abans | la Granada                       | masia        |         | 41° 22′ 37″ N, 1° 42′ 34″ E / 41.37705411128074°N,1.709430813789368°E        |           |                           | Modifica les dades a Wikidata |

## polígon industrial
| imatge | Nom                                     | Ubicat a   | instància de       | Detalls | coordenades                                                         | Protecció | Commons (més fotos) | Dades a WD                    |
| ------ | --------------------------------------- | ---------- | ------------------ | ------- | ------------------------------------------------------------------- | --------- | ------------------- | ----------------------------- |
|        | Polígon industrial El Garxol            | la Granada | polígon industrial |         | 41° 22′ 48″ N, 1° 42′ 48″ E / 41.3801378933446°N,1.71334166380531°E |           |                     | Modifica les dades a Wikidata |
|        | Polígon industrial L'Estació            | la Granada | polígon industrial |         | 41° 22′ 19″ N, 1° 43′ 31″ E / 41.3720734018096°N,1.72521895880923°E |           |                     | Modifica les dades a Wikidata |
|        | Polígon industrial La Plana d'en Florit | la Granada | polígon industrial |         | 41° 22′ 17″ N, 1° 41′ 36″ E / 41.371372315854°N,1.69323472541801°E  |           |                     | Modifica les dades a Wikidata |
|        | Polígon industrial La Teuleria          | la Granada | polígon industrial |         | 41° 22′ 41″ N, 1° 42′ 42″ E / 41.3779664790885°N,1.71167438895205°E |           |                     | Modifica les dades a Wikidata |

## Misc
| imatge | Nom                                         | Ubicat a                                                                          | instància de                                   | Detalls                       | coordenades | Protecció                                            | Commons (més fotos)                        | Dades a WD                    |
| ------ | ------------------------------------------- | --------------------------------------------------------------------------------- | ---------------------------------------------- | ----------------------------- | --- | ---------------------------------------------------- | ------------------------------------------ | ----------------------------- |
|        | Ajuntament de la Granada                    | la Granada                                                                        | casa consistorial                              | Estil: arquitectura eclèctica | 41° 22′ 37″ N, 1° 43′ 10″ E / 41.376868°N,1.719467°E                                                                 | bé integrant del patrimoni cultural català           | Ajuntament de la Granada                   | Modifica les dades a Wikidata |
|        | Cal Cuscó                                   | la Granada                                                                        | edifici residencial                            |                               | 41° 22′ 45″ N, 1° 43′ 14″ E / 41.37907409667969°N,1.7206100225448608°E ca:Carrer de les Eres / Carrer Poeta Cabanyes |                                                      | Cal Cuscó                                  | Modifica les dades a Wikidata |
|        | Estació de la Granada                       | la Granada                                                                        | estació de ferrocarril                         |                               | 41° 22′ 16″ N, 1° 43′ 30″ E / 41.371027777777776°N,1.7250555555555556°E                                              |                                                      | La Granada train station                   | Modifica les dades a Wikidata |
|        | Finestra al carrer del Mig                  | la Granada                                                                        | estructura arquitectònica finestra             |                               | 41° 22′ 44″ N, 1° 43′ 12″ E / 41.37890625°N,1.7200469970703125°E ca:Carrer del Mig, 1                                |                                                      | Finestra al carrer del Mig, 1 (la Granada) | Modifica les dades a Wikidata |
|        | Jaciment prehistòric Teuleria dels albers-2 | la Granada                                                                        | jaciment arqueològic                           |                               | 41° 22′ 52″ N, 1° 42′ 42″ E / 41.381127°N,1.711601°E                                                                 |                                                      |                                            | Modifica les dades a Wikidata |
|        | Pedró de la Granada                         | Santa Fe del Penedès la Granada                                                   | muntanya                                       |                               | 41° 23′ 09″ N, 1° 42′ 21″ E / 41.38570139°N,1.70589167°E 308.4 msnm                                                  |                                                      | Pedró de la Granada                        | Modifica les dades a Wikidata |
|        | Sant Cristòfol de la Granada                | la Granada                                                                        | església                                       | Estil: Renaixement            | 41° 22′ 45″ N, 1° 43′ 12″ E / 41.379276°N,1.720095°E ca:Plaça de l'Església                                          | bé integrant del patrimoni cultural català           | Sant Cristòfol de la Granada               | Modifica les dades a Wikidata |
|        | carrer de Baix                              | la Granada                                                                        | carrer                                         | Estil: arquitectura popular   | 41° 22′ 42″ N, 1° 43′ 11″ E / 41.378347°N,1.719629°E ca:Carrer Poeta Cabanyes                                        | bé integrant del patrimoni cultural català           | Conjunt del carrer de Baix (la Granada)    | Modifica les dades a Wikidata |
|        | castell de la Granada                       | la Granada                                                                        | castell                                        | Estil: arquitectura romànica  | 41° 22′ 43″ N, 1° 43′ 09″ E / 41.3786°N,1.71917°E ca:Carrer del Castell 285 msnm                                     | bé d'interès cultural bé cultural d'interès nacional | Castell de la Granada                      | Modifica les dades a Wikidata |
|        | celler cooperatiu de la Granada             | la Granada                                                                        | celler edifici                                 |                               | 41° 22′ 32″ N, 1° 43′ 17″ E / 41.375488°N,1.721265°E 254 msnm                                                        |                                                      | Celler cooperatiu de la Granada            | Modifica les dades a Wikidata |
|        | cementiri de la Granada                     | la Granada                                                                        | cementiri                                      |                               | 41° 22′ 42″ N, 1° 43′ 26″ E / 41.378403°N,1.724001°E 262 msnm                                                        |                                                      | Cementiri de la Granada                    | Modifica les dades a Wikidata |
|        | creu de terme del carrer de Sant Joan       | la Granada                                                                        | creu de terme                                  |                               | 41° 22′ 46″ N, 1° 43′ 18″ E / 41.37935°N,1.7217°E                                                                    |                                                      | Creu de terme del carrer de Sant Joan      | Modifica les dades a Wikidata |
|        | el Mas Cortei                               | la Granada                                                                        | nucli de població                              |                               | 41° 23′ 23″ N, 1° 44′ 48″ E / 41.3898096676591°N,1.74660521091594°E                                                  |                                                      |                                            | Modifica les dades a Wikidata |
|        | la Granada                                  | la Granada                                                                        | entitat singular de població capital municipal | 2263 hab                      | 41° 22′ 38″ N, 1° 43′ 12″ E / 41.377239°N,1.719907°E 258 msnm                                                        |                                                      |                                            | Modifica les dades a Wikidata |
|        | riera de Santa Fe                           | el Pla del Penedès Santa Fe del Penedès Avinyonet del Penedès la Granada Subirats | curs d'aigua                                   | Desemboca: riera de Lavernó   | 41° 23′ 57″ N, 1° 45′ 03″ E / 41.39923392037931°N,1.7507314682006838°E                                               |                                                      |                                            | Modifica les dades a Wikidata |